# Gruczoł tarczkowy

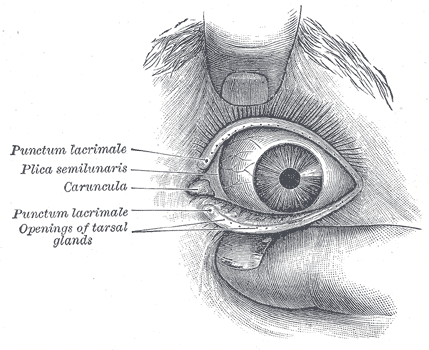
Oko po rozwarciu powiek; po wewnętrznej stronie widoczne odcinki końcowe gruczołów tarczkowych

Gruczoł tarczkowy (gruczoł Meiboma) (łac. glandula tarsalis) – zmodyfikowany gruczoł łojowy obecny wewnątrz tarczki powieki, w formie rzędów prostopadłych do jej wolnego brzegu. Rzędy mają żółtawe zabarwienie i mogą prześwitywać przez spojówkę po wywróceniu powieki.
W powiece górnej liczba gruczołów tarczkowych waha się w granicach 30–40, w dolnej zaś znajduje się ich odpowiednio mniej (20–30). Zajmują one całą wysokość tarczki; są złożone z prostego przewodu (cewy) z wieloma bocznymi zachyłkami, a ich ujścia otwierają się na wolnej krawędzi powieki. Łojowa wydzielina gruczołów ma za zadanie utrzymanie szczelności powiek po ich zamknięciu oraz ochronę przed utratą wilgotności czy naruszeniem filmu łzowego. Zapobiega również ustawicznemu spływaniu łez na skórę twarzy dzięki właściwościom hydrofobowym.

## Skład chemiczny
U człowieka zidentyfikowano ponad 90 różnych białek wchodzących w skład wydzieliny gruczołów tarczkowych; wiele z nich to proteiny błon komórkowych i mitochondrialnych oraz prekursory związków o właściwościach bakteriobójczych. Za charakter hydrofobowy odpowiada głównie oleamid – endogenny amid pierwszorzędowy kwasu oleinowego – oraz amidy innych kwasów tłuszczowych: mirystynowego, palmitynowego czy stearynowego. Wymienione kwasy występują w produkcie końcowym również w stanie wolnym.

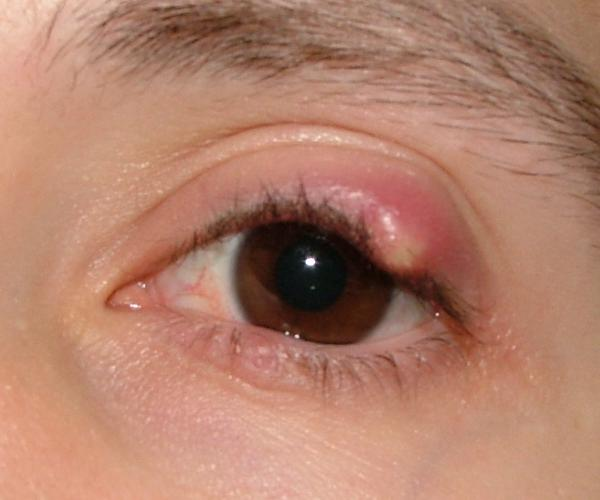
Gradówka w zaawansowanym stadium (ok. 4 miesiące)

## Pochodzenie eponimu
Gruczoły tarczkowe były znane już Galenowi; po raz pierwszy zostały opisane przez Giulia Casserio w 1609 roku. Swoje brzmienie eponim zawdzięcza jednak niemieckiemu lekarzowi Heinrichowi Meibomowi, który przedstawił ich wnikliwy opis w 1666.